# Mariposas (canção)
"Mariposas" é uma canção da cantora colombiana Shakira que foi gravada para seu álbum Sale el sol (2010). Foi composta e produzida pela própria cantora em parceria com Albert Menéndez.

## Recepção da crítica
As críticas sobre a canção após o lançamento do disco foram positivas. Carlos Macias do site Terra descreveu a faixa como "uma boa canção na mesma categoria que "Que me quedes tú". Com um refrão cativante que quase nos faz esquecer de "Addicted to You" e "Rabiosa"."

## Faixas e formatos
| Download digital |             |                          |         |  |
| N.º              | Título      | Música                   | Duração |  |
| 1.               | "Mariposas" | Shakira, Albert Menéndez | 3:47    |  |

## Desempenho
| Tabela musical (2010)                            | Melhor posição |
| ------------------------------------------------ | -------------- |
| Estados Unidos - Latin Digital Songs (Billboard) | 47             |